# Asarum heterotropoides
Asarum heterotropoides är en piprankeväxtart som beskrevs av Friedrich Schmidt. Asarum heterotropoides ingår i släktet hasselörter, och familjen piprankeväxter. En underart finns: A. h. mandshuricum.